# Gonzalo Casaravilla

Gonzalo Casaravilla (Montevideo, 2 de julio de 1963) es un ingeniero electricista uruguayo.

## Biografía
Recibió el grado de Ingeniero Electricista en 1990 de la Universidad de la República UDELAR, el grado de Magíster en Ingeniería Eléctrica en 2000 y el grado de Doctor en Ingeniería Eléctrica en 2003. 
Desde 1986 es docente en el Instituto de Ingeniería Eléctrica de la Universidad de la República, Uruguay siendo en la actualidad Profesor Titular (Gr 5) y desde el año 2005 hasta 2010 se desempeñó en régimen de Dedicación Total. 
De 2004 a 2007 fue Jefe del Departamento de Potencia del Instituto de Ingeniería Eléctrica y de 2007 a 2010 se desempeñó como Director del referido Instituto. A lo largo de su actividad académica y profesional ha participado en 76 trabajos técnicos publicados .
Desde el año 2006 a 2014 fue miembro del Consejo de la Facultad de Ingeniería. Desde 1988 a 2001 trabajó profesionalmente en el campo de la fabricación de convertidores de electrónica de potencia y en la automatización industrial.
Desde mayo de 2010 a marzo de 2020 ocupó el cargo de Presidente del Directorio de la Administración Nacional de Usinas y Trasmisiones Eléctricas (UTE).
- Datos: Q5882882